# Станкевич Володимир Володимирович
Володимир Володимирович Станкевич (17 травня 1995) — український фехтувальник на шпагах, срібний призер чемпіонату Європи.
Закінчив Національний університет фізичного виховання і спорту України

## Кар'єра
У 2015 році з командою виграв срібну медаль на Універсіаді.
З сезону 2016/17 почав активно залучатися в основну команду з фехтування на шпагах. Разом з нею ставав призером на етапах Кубку світу. 16 червня 2017 року виграв срібну медаль у командних змаганнях на Чемпіонаті Європи.

## Медальна статистика
Особисті медалі
| Сезон   | Дата           | Місце проведення      | Турнір      | Результат |
| ------- | -------------- | --------------------- | ----------- | --------- |
| 2017/18 | 27 жовтня 2017 | Берн, Швейцарія       | Кубок світу | Бронза    |
| 2021/22 | 27 травня 2022 | Тбілісі, Грузія       | Кубок світу | Золото    |
| 2024/25 | 7 лютого 2025  | Гайденгайм, Німеччина | Кубок світу | Бронза    |

Командні медалі
| Сезон   | Дата           | Місце проведення | Турнір           | Результат |
| ------- | -------------- | ---------------- | ---------------- | --------- |
| 2016/17 | 16 червня 2017 | Тбілісі, Грузія  | Чемпіонат Європи | Срібло    |
| 2017/18 | 13 травня 2018 | Париж, Франція   | Кубок світу      | Бронза    |

## Державні нагороди
- Медаль «За працю і звитягу» (7 вересня 2023) — За досягнення високих спортивних результатів на ІІІ Європейських іграх у м.Кракові (Республіка Польща), виявлені самовідданість та волю до перемоги, піднесення міжнародного авторитету України.[2]